# Шевченко Олексій Вікторович
Олексі́й Ві́кторович Шевче́нко (позивний «Шева»; ? — 26 лютого 2022, м. Волноваха, Донецька область) — український військовослужбовець, старший лейтенант Збройних сил України, учасник російсько-української війни. Кавалер ордена «За мужність» III ступеня (2022, посмертно).

## Життєпис
Служив командиром роти танкового батальйону 56-ї окремої мотопіхотної бригади.
26 лютого 2022 року, коли танкова група, в якій був старший лейтенант Шевченко, в'їхала в м. Волноваху на Донеччині, нічого не було видно. Тоді Олексій відчинив люк танка й особисто все оглянув. Виявивши ворожу групу, відкрив по ній вогонь, встиг зробити два постріли, якими знищив ворога. Загинув внаслідок влучення гранати в башту танка.

## Нагороди
- орден «За мужність» III ступеня (8 березня 2022, посмертно) — за особисту мужність і самовіддані дії, виявлені у захисті державного суверенітету та територіальної цілісності України, вірність військовій присязі[1].